# Samir Taïeb
Pour les articles homonymes, voir Taïeb.
Samir Taïeb (arabe : سمير الطيب), né le 26 mai 1957 à Tunis, est un universitaire, juriste et homme politique tunisien.

## Biographie
Il enseigne à la faculté de droit de l'université de Sfax entre 1989 et 1995 et à la faculté de droit et de science politique de l'université de Tunis à partir de 1995 ; il devient aussi membre de son laboratoire de droit constitutionnel où il enseigne dès 1996. Il est aussi membre du conseil scientifique de la faculté de droit et des sciences politiques de Tunis, entre 2002 et 2011.
Il est membre de l'American Political Science Association entre 2001 et 2003 et vice-président du Laboratoire de la transition démocratique dès sa création en janvier 2011.
Il devient, après la révolution de 2011 qui mène à la chute du régime de Zine el-Abidine Ben Ali, membre du mouvement Ettajdid. Il participe alors à l'élection de l'assemblée constituante dans la première circonscription de Tunis, le 23 octobre 2011, comme candidat du Pôle démocratique moderniste ; il figure parmi les cinq élus de sa circonscription. Il fait ensuite partie de la Voie démocratique et sociale (VDS), formation qui a absorbé le mouvement Ettajdid et qui forme la coalition de l'Union pour la Tunisie avec Nidaa Tounes et Al Joumhouri. Il remplace Ahmed Brahim comme secrétaire général de la VDS le 22 juin 2014, à l'issue du congrès constitutif du parti.
Le 20 août 2016, il est nommé au poste de ministre de l'Agriculture, des Ressources hydrauliques et de la Pêche dans le gouvernement de Youssef Chahed. Le 8 juillet 2018, Taïeb gèle son adhésion à la Voie démocratique et sociale, conduisant à la désignation de Jounaïdi Abdeljaoued comme nouveau secrétaire général, par le conseil central, le 18 décembre. Le 28 mars 2019, il présente sa démission de toutes les structures du parti, à savoir le bureau politique, la coordination générale et le conseil central. Quelques semaines plus tard, il annonce son adhésion au parti Tahya Tounes.
Le 16 février 2021, une interdiction de voyager est prononcée à son encontre. Le 26 octobre, lui et sept fonctionnaires du ministère de l'Agriculture sont placés en garde à vue à la suite d'une enquête concernant une affaire de corruption financière et administrative ; il est libéré le 1er décembre.

## Distinctions
- Chevalier de l'Ordre tunisien du Mérite (2014)[10].